# デイビース郡 (ミズーリ州)
デイビース郡（デイビーズぐん、英: Daviess County）は、アメリカ合衆国ミズーリ州の北西部に位置する郡である。2010年国勢調査での人口は8,433人であり、2000年の8,016人から5.2％増加した。郡庁所在地はギャラティン市（人口1,786人）であり、同郡で人口最大の都市でもある。デイビース郡は1836年12月29日にレイ郡から分離して設立され、郡名はケンタッキー州出身の軍人ジョセフ･H・デイビース少佐に因んで名付けられた。デイビースは米英戦争の1811年にティッペカヌーの戦いで戦死した。
デイビース郡にはミズーリ州でも最大のアーミッシュ集落があるジェイムズポートがある。

## 歴史
モルモン教徒の創設者ジョセフ・スミス・ジュニアに拠れば、郡の中央にアダム・オンディ・アーマンがあり、そこはエデンの園から追放されたアダムとイブが移ったところだとしている。末日聖徒イエス・キリスト教会の伝承では、そこがイエス・キリストの再臨の前に集まるべき所だとなっている。
ジョセフ・スミスの主張はデイビース郡が組織化された2年後の1838年であり、モルモン教徒の流入を加速させることになった。非モルモン教徒住人は郡の管理ができなくなることを怖れ、ギャラティン選挙日の戦いでモルモン教徒の投票を阻止しようとした。これがモルモン戦争の最初の戦闘となり、ミズーリ州はジョセフ・スミスなど教会指導者を逮捕した後に、モルモン教徒を追放することになった。
デイビース郡はジェイムズ＝ヤンガー・ギャング団の歴史でも重要な役割を果たした。確認されている最初の銀行強盗は1869年12月7日、ギャラティン市デイビース郡貯蓄協会で起こったものであり、ジェシー・ジェイムズが絡んでいた。銀行の現金出納係ジョン・W・シーツがジェシー・ジェイムズとのやりとりの中で殺された。ジェイムズはシーツが、南北戦争の間に部下のブラッディ・ビル・アンダーソンを殺したサミュエル・P・コックスだと思いこんでいた。1881年7月15日、このギャング団はウィンストンでロックアイランド線の列車強盗を働いたと考えられている。この時は車掌と乗客が殺された。
ジェシー・ジェイムズがセントジョセフで殺された後、フランク・ジェイムズは1882年に降伏し、列車強盗と殺人、さらには1869年の強盗についてデイビース郡の告発を受けた。その裁判は1883年8月20日から9月6日まで続いた。裁判に対する関心が高かったので、法廷は群衆が入ることのできるギャラティン・オペラハウスに移された。フランク・ジェイムズは2つの事件について無罪とされた。陪審員は南部同調者で占められており、南部人を有罪にすることを望まなかった。
デイビース郡貯蓄協会とギャラティン・オペラハウスの建物はその後取り壊されたが、ロックアイランド線のウィンストン駅は残っており、歴史協会が使っている。
デイビース郡には3つしかなかった円形監獄の1つがある。「リスの檻監獄」とも呼ばれ、現在は博物館となり、アメリカ合衆国国家歴史登録財に指定されている。

## 地理
アメリカ合衆国国勢調査局に拠れば、郡域全面積は569.07平方マイル (1,473.9 km2)であり、このうち陸地566.97平方マイル (1,468.4 km2)、水域は2.11平方マイル (5.5 km2)で水域率は0.37％である。

### 主要高規格道路
- 州間高速道路35号線
- アメリカ国道69号線
- ミズーリ州道6号線
- ミズーリ州道13号線
- ミズーリ州道190号線

### 隣接する郡
- ハリソン郡 - 北
- グランディ郡 - 北東
- リビングストン郡 - 南東
- コールドウェル郡 - 南
- デカルブ郡 - 西
- ジェントリー郡 - 北西

## 人口動態
以下は2010年の国勢調査による人口統計データである。
| 基礎データ - 人口: 8,433人 - 世帯数: 3,214 世帯 - 家族数: 2,489 家族 - 人口密度: 6人/km2（15人/mi2） - 住居数: 4,199軒 - 住居密度: 3軒/km2（7軒/mi2） 人種別人口構成 - 白人: 98.02% - アフリカン・アメリカン: 0.27% - ネイティブ・アメリカン: 0.38% - アジア人: 0.06% - 太平洋諸島系: 0.02% - その他の人種: 0.08% - 混血: 1.16% - ヒスパニック・ラテン系: 1.03% 年齢別人口構成 - 18歳未満: 26.7% - 18-24歳: 7.0% - 25-44歳: 21.8% - 45-64歳: 27.4% - 65歳以上: 17.1% - 年齢の中央値: 40歳 - 性比（女性100人あたり男性の人口） - 総人口: 98.8 - 18歳以上: 98.3 | 世帯と家族（対世帯数） - 18歳未満の子供がいる: 31.9% - 結婚・同居している夫婦: 58.8% - 未婚・離婚・死別女性が世帯主: 8.1% - 非家族世帯: 28.3% - 単身世帯: 24.6% - 65歳以上の老人1人暮らし: 10.9% - 平均構成人数 - 世帯: 2.58人 - 家族: 3.06人 収入と家計 - 収入の中央値 - 世帯: 39,925米ドル - 家族: 48,839米ドル - 性別 - 男性: 33,882米ドル - 女性: 28,891米ドル - 人口1人あたり収入: 19,900米ドル - 貧困線以下 - 対人口: 13.8% - 対家族数: 9.8% - 18歳未満: 18.5% - 65歳以上: 11.6% |

## 教育
デイビース郡の25歳以上の住民のうち、84.0％は高校卒以上の学歴を持ち、14.4％は学士以上の学位を持っている。

## 宗教
2000年宗教データアーカイブ協会郡別信徒報告書に拠れば、デイビース郡は福音主義プロテスタントが最多数を占めるバイブル・ベルトの北縁にある。最も多い会派は南部バプテスト連盟の30.78％、続いてディシプルズ・オブ・クライストの9.12％、アーミッシュの7.07％である。

## 都市と町
| - アルタモント - コフィー - ギャラティン - 郡庁所在地 | - ギルマンシティ - ジェイムソン - ジェイムズポート | - ロックスプリングス - パットンズバーグ - ウィンストン |

## 政治

### 地方
デイビース郡の地方レベルでは民主党が大半の政治を支配しており、郡の選挙で選ばれる役職は3人を除いて独占している。

### 国政
大統領選挙のレベルでは共和党を支持しがちである。2000年と2004年の大統領選挙では、ジョージ・W・ブッシュが容易にデイビース郡を制した。1996年のビル・クリントンが最後に郡を制した民主党候補者となっている。2008年の選挙では、州内の田園部にある郡と同様、バラク・オバマよりジョン・マケインを選んだ。
デイビース郡は州北西部にある田園部郡と同様、社会的にまた文化的に保守的であり、それが少なくとも州や国政のレベルでは共和党支持の傾向に影響している。2004年の州民投票では、結婚を男と女の結合として定義する州憲法改正案をデイビース郡は79.58％という圧倒的多数で賛成した。州全体でも71％の賛成で可決し、ミズーリ州は同性結婚を禁止する最初の州になった。2006年の州民投票では、胚性幹細胞の研究を予算化し、合法化する憲法改正案が掛けられたが、デイビース郡では50.96％が反対した。州全体では51%の賛成と辛うじて改正が成立し、胚性幹細胞の研究を最初に認めた州の1つになった。郡民は伝統的に社会問題に保守的であるが、最低賃金の増加のような人民主義的施策は支持する傾向にある。やはり2006年の州民投票で最低賃金を時間あたり6.50ドルに増やす命題については、デイビース郡では68.25％が支持した。この命題は州内のどの郡でも支持され、75.94％が賛成した。

#### 2012年大統領予備選挙
2012年の大統領予備選挙で、デイビース郡は共和党のリック・サントラムを支持し、州全体でもサントラムが勝ったが、全国的な指名争いでは元マサチューセッツ州知事のミット・ロムニーに敗れた。

#### 2008年大統領予備選挙
2008年の大統領予備選挙で、デイビース郡は共和党のジョン・マケインと民主党のヒラリー・クリントンを選んだ。民主党の予備選挙ではヒラリー・クリントンが1位となり、さらに共和党予備選挙で各候補に投じられた票数よりも多かった。

## 著名な出身者
- ジョニー・リンゴ - アメリカ西部開拓時代の無法者、短期間デイビース郡の地域に住んだ
- マーサ・スコット - 女優